# Joseph-Louis Régis
Joseph-Louis Régis est un homme politique français né le 13 mai 1878 à Marseille (Bouches-du-Rhône) et décédé le 4 février 1947 à Marseille.

## Biographie
Joseph-Louis Édouard Marie Régis est le fils de Joseph Régis et d'Adèle Julien. Il est le petit-neveu de Victor Régis.
Docteur en médecine et licencié es sciences, industriel, il est vice-président du Comité départemental des mutilés et de l'Office départemental d'habitations à bon marché, ainsi que membre du conseil départemental d'hygiène et du conseil d'administration du Comité départemental des pupilles de la Nation.
Conseiller d'arrondissement en 1907, conseiller général en 1910, il est député des Bouches-du-Rhône de 1924 à 1932, inscrit au groupe de la Gauche républicaine démocratique, puis aux Républicains de gauche.

## Sources
- « Joseph-Louis Régis », dans le Dictionnaire des parlementaires français (1889-1940), sous la direction de Jean Jolly, PUF, 1960 [détail de l’édition]